# Quebrada de Retamilla
Quebrada de Retamilla är ett periodiskt vattendrag i Chile.   Det ligger i regionen Región de Tarapacá, i den norra delen av landet, 1 500 km norr om huvudstaden Santiago de Chile. Vattendraget mynnar ut i Quebrada Camina.  
Omgivningen kring Quebrada de Retamilla är ofruktbar med lite eller ingen växtlighet och är nästan obefolkad, med mindre än två invånare per kvadratkilometer.